# Subdivisions autonomes de la république populaire de Chine

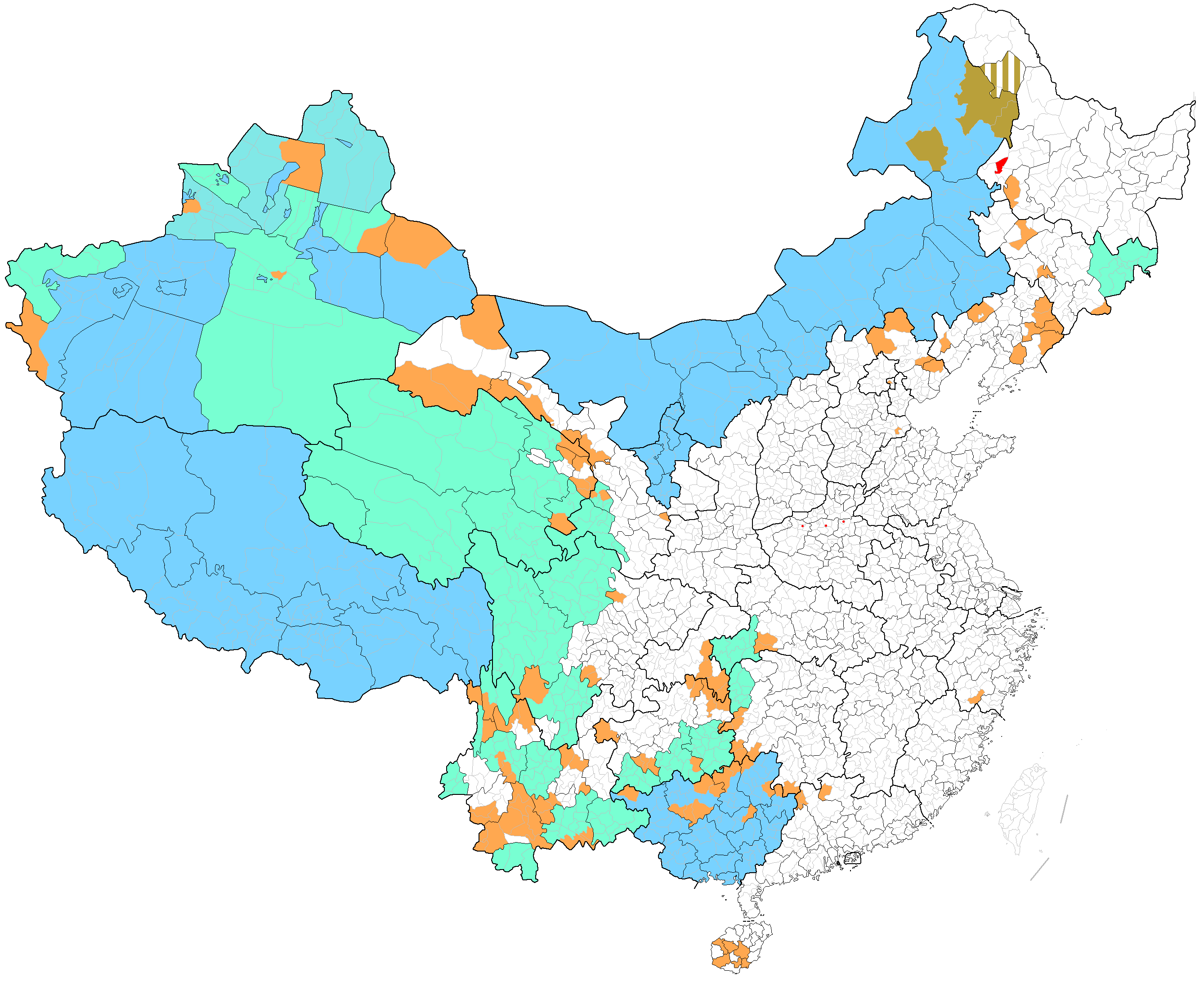
Carte de la Chine présentant les zones autonomes :
Région autonome
Préfecture autonome
Xian autonome
Bannière autonome
Canton ethnique (pas officiellement autonome)

La république populaire de Chine définit certaines de ses subdivisions comme autonomes.

## Généralités
La république populaire de Chine désigne certaines zones associées à une ou plusieurs minorités comme autonomes. Ces zones possèdent nominalement des droits qui ne sont pas accordées à des subdivisions équivalentes.
Ces zones autonomes se rencontrent aux premier, deuxième et troisième niveaux d'administration territoriale :
1. Niveau provincial : régions autonomes (自治区, zìzhìqū, 5)
2. Niveau préfectoral : préfectures autonomes (自治州, zìzhìzhōu, 30)
3. Niveau districtal :
  - Xian autonomes (自治县, zìzhìxiàn, 117)
  - Bannières autonomes (自治旗, zìzhìqí, 3)

Bien que non-officiellement autonomes, quelques zones de niveau districtal possèdent une autonomie similaires. Au niveau cantonal, il existe également 270 cantons ethniques et 1 sum ethnique, mais qui ne sont pas considérés comme autonomes.

## Droit
Les régions, préfectures, comtés et bannières autonomes sont couverts par la constitution de la République populaire de Chine sous la section 6 du chapitre 3 (articles 111 à 122), et de façon détaillée par la loi sur l'autonomie de la République populaire de Chine (中华人民共和国民族区域自治法). Selon la constitution, le chef du gouvernement de chaque zone autonome doit être membre de l'un de ses groupes ethniques.

## Démographie
Parmi les cinq régions autonomes, seul le groupe ethnique du Tibet, les Tibétains, est majoritaire à l'intérieur de sa région. Les Ouïghours forment le groupe le plus important du Xinjiang, même s'il ne représentent pas la majorité des habitants. La Mongolie-Intérieure, le Guangxi et le Níngxià présentent une majorité de Hans.

## Histoire
La Mongolie-Intérieure est la première région autonome créée, en 1947, deux ans avant la création de la république populaire de Chine, sur le territoire contrôlé par le gouvernement communiste. Le Xinjiang est converti de province à région autonome en 1955, le Guangxi et le Ningxia en 1957. La région autonome du Tibet est formellent créée en 1965.